# أبو العباس الفيومي
أحمد بن محمَّد بن عليّ المُقْرِيء والمعروف بـ أبو العبَّاس الفيُّومي، وهو عالم لغوي وخطيب وفقيه ولد ونشأ بالفيوم بمصر، ورحل إلى حماة بالشام فقطنها، صاحب المصباح المنير.

## سيرته
هو أحمد بن محمّد بن عليّ شهاب الدّين أبو العبّاس الخطيب الفقيه اللّغويّ الفيُّومي، من أعلام القرن الثامن الهجري، صاحب المصباح المنير في غريب الشّرح الكبير في اللّغة. نشأ بفيوم مصر حيث تلقّى علومه الأولى واشتغل وبرع في العربيًّة، وكان له اتّصال بأبي حيّان محمّد بن يوسف النّحوي الغرناطي (ت:745هـ)، فعنه أخذ الفيُّومي علوم اللُّغة العربيَّة، كما اطّلع على كثير من المعارف العربيّة، ودرس القراءات وتبحَّر في الفقه الشَّافعي، كما كان خطيباً بارعًا. ارتحل عن الدّيار المصريّة إلى حماة فاستوطنها، ولمَّا أنشأ صاحب حماة الملك المؤيًّد إسماعيل عماد الدّين الأيّوبي الملقَّب بأبي الفداء (672 - 732هـ = 1273 - 1331م) جامع الدَّهْشَة في شعبان سنة 727هـ ندب الفيُّومي إلى الخطابة فيه، وقد كان إماما فاضلاً عارفاً بالفقه واللّغة شافعيّ المذهب.
وُلد له ابنه محمود بن أحمد أبو الثناء الهمذاني الفيّومي القاضي الشّهير بابن خطيب الدهشة بحماة سنة خمسين وسبع مئة (750هـ - 1349م)،وتوفي بها سنة أربع وثلاثين وثمان مئة (834هـ - 1431م).

## مؤلّفاته
- المصباح المنير في غريب الشّرح الكبير.
- ديوان خطب.
- شرح عروض ابن الحاجب.
- نثر الجُمان في تراجم الأعيان.
- مختصر معالم التّنزيل للبغويّ حسين بن مسعود.